# Dave Bike
Dave Bike, (nacido el 14 de marzo de 1946 en Bridgeport, Connecticut ) es un entrenador de baloncesto estadounidense que ejerce en la NCAA. Ejerce en el Sagrado Corazón desde el año 1978.

## Trayectoria
- Sacred Heart  (1965–1967),  (ayudante)
- Universidad de Seattle  (1974–1978),  (ayudante)
- Sacred Heart  (1978–)